# 甲措乡
甲措乡（藏語：རྒྱ་མཚོ་），是中华人民共和国西藏自治区日喀则市南木林县下辖的一个乡镇级行政单位。

## 行政区划
甲措乡下辖以下地区：
甲措雪村、则嘎村、采村、唐巴村、加热村、白甲村、拉亚村、果拉村、拉龙村和藏叶村。